# Paříž–Roubaix 2024
121. ročník jednodenního cyklistického závodu Paříž–Roubaix se konal 7. dubna 2024 ve Francii. Vítězem se stal Nizozemec Mathieu van der Poel z týmu Alpecin–Deceuninck. Na druhém místě se umístil Belgičan Jasper Philipsen (Alpecin–Deceuninck) a třetí byl Dán Mads Pedersen (Lidl–Trek). Závod byl součástí UCI World Tour 2024 na úrovni 1. UWT a byl šestnáctým závodem tohoto seriálu.

## Týmy
Závodu se zúčastnilo všech 18 UCI WorldTeamů a 7 UCI ProTeamů. Všechny týmy přijely se sedmi jezdci, celkem se tak na start postavilo 175 závodníků. Do cíle v Roubaix dojelo 110 z nich, dalších 19 závodníků dojelo mimo časový limit. Jeden závodní byl diskvalitfikován.
UCI WorldTeamy
- Alpecin–Deceuninck
- Arkéa–B&B Hotels
- Astana Qazaqstan Team
- Cofidis
- Decathlon–AG2R La Mondiale
- EF Education–EasyPost
- Groupama–FDJ
- Ineos Grenadiers
- Intermarché–Wanty
- Lidl–Trek
- Movistar Team
- Red Bull–Bora–Hansgrohe
- Soudal–Quick-Step
- Team Bahrain Victorious
- Team dsm–firmenich PostNL
- Team Jayco–AlUla
- UAE Team Emirates
- Visma–Lease a Bike

UCI ProTeamy
- Bingoal WB
- Israel–Premier Tech
- Lotto–Dstny
- Q36.5 Pro Cycling Team
- Team Flanders–Baloise
- Team TotalEnergies
- Uno-X Mobility

## Výsledky
| Pořadí | Jezdec                     | Tým                     | Čas        |
| ------ | -------------------------- | ----------------------- | ---------- |
| 1      | Mathieu van der Poel (NED) | Alpecin–Deceuninck      | 5h 25' 58" |
| 2      | Jasper Philipsen (BEL)     | Alpecin–Deceuninck      | + 3' 00"   |
| 3      | Mads Pedersen (DEN)        | Lidl–Trek               | + 3' 00"   |
| 4      | Nils Politt (GER)          | UAE Team Emirates       | + 3' 00"   |
| 5      | Stefan Küng (SUI)          | Groupama–FDJ            | + 3' 15"   |
| 6      | Gianni Vermeersch (BEL)    | Alpecin–Deceuninck      | + 3' 47"   |
| 7      | Laurence Pithie (NZL)      | Groupama–FDJ            | + 3' 48"   |
| 8      | Jordi Meeus (BEL)          | Red Bull–Bora–Hansgrohe | + 4' 47"   |
| 9      | Søren Wærenskjold (NOR)    | Uno-X Mobility          | + 4' 47"   |
| 10     | Madis Mihkels (EST)        | Intermarché–Wanty       | + 4' 47"   |